# Lo que pasó
Lo que pasó (en inglés, What Happened) es un libro escrito por Hillary Clinton en 2017 acerca de sus experiencias como candidata del Partido Demócrata y de una elección general para Presidenta de los Estados Unidos en las elecciones de 2016. Publicado el 12 de septiembre de 2017, es su séptimo libro con el editor, Simon & Schuster.
En septiembre de 2018 se publicó una edición en rústica con un nuevo epílogo, al igual que una traducción al español titulada Lo que pasó.

## Origen y publicidad anticipada

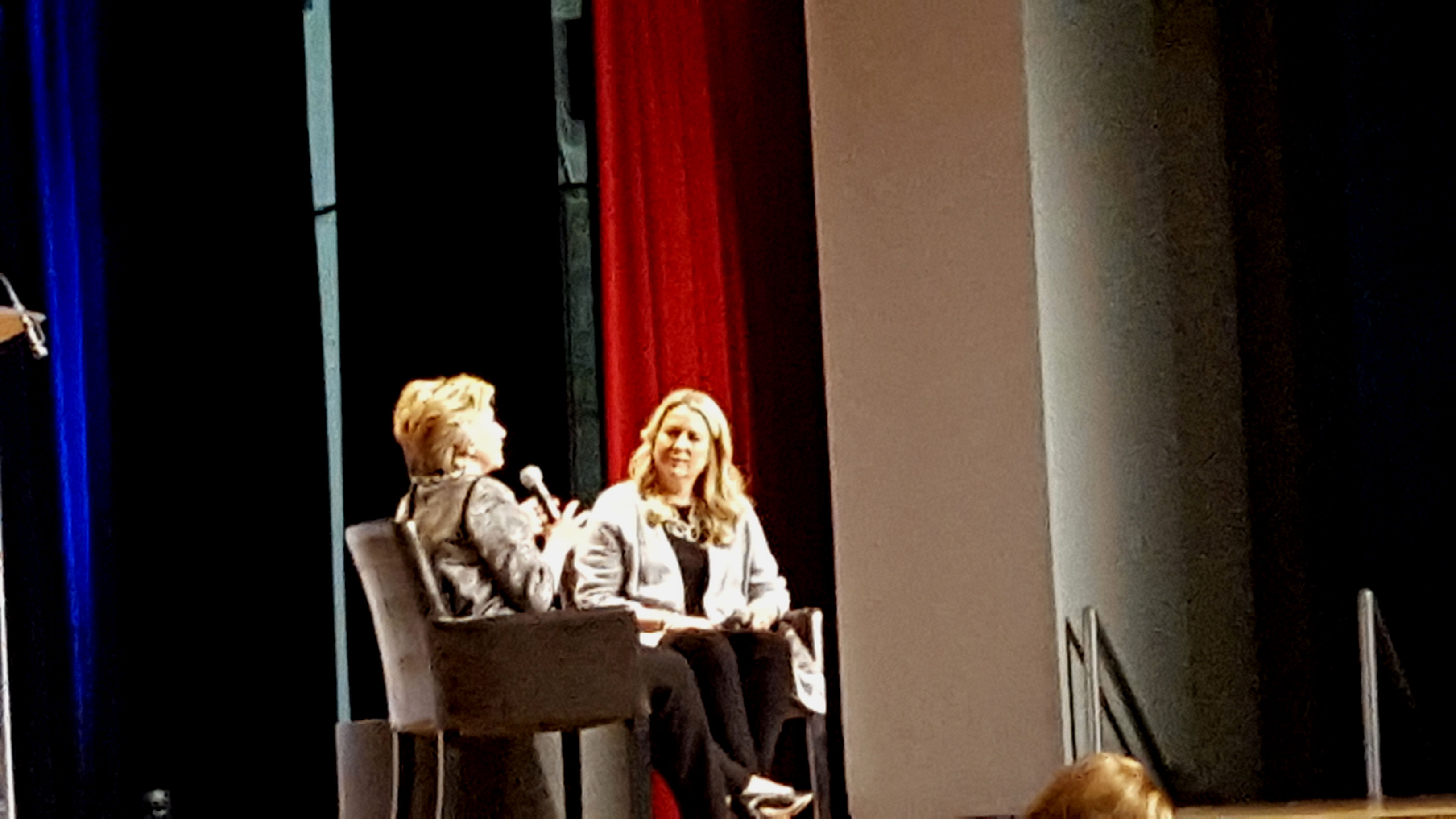
Clinton hablando sobre el libro con Cheryl Strayed en BookExpo America

La existencia de una nueva obra de Clinton fue revelada en febrero de 2017, pero en ese tiempo fue anunciado como un volumen de ensayos centrado en los dichos favoritos de la autora, con solo algunas alusiones a la campaña. Los términos financieros de ese escrito, que no tenía un título anunciado, no se dieron a conocer públicamente pero observadores de industria esperaban que su compensación monetaria fuera grande. La nueva finalidad de la obra y su sustancia temática fueron reveladas en julio de 2017. Después de que el título fuera anunciado, fue parodiado con memes en Twitter.
The New York Times escribió que el objetivo declarado del libro era ofrecer una visión íntima de cómo fue para Clinton postular como la primera mujer candidata presidencial de un partido importante en la historia de los Estados Unidos, en una campaña a menudo feroz y turbulenta. Esta es su tercera memoria, luego de Historia Viva (2003) y Decisiones Difíciles (2014); la publicidad anticipada del libro sostuvo que sería su obra "más personal" hasta el momento y citó de sus palabras en la introducción del libro: "En el pasado, y por las razones que intento explicar (en el libro), sentí a menudo que debía ser prudente en público, como si caminara sobre un cable sin red de seguridad. Hoy bajo la guardia". Clinton prometió un nuevo nivel de franqueza como tema principal de la publicidad inicial que rodea el libro. También se dijo que el trabajo incluía algunas ideas de autoayuda sobre cómo superar experiencias altamente desagradables.

## Ventas

### Ventas domésticas

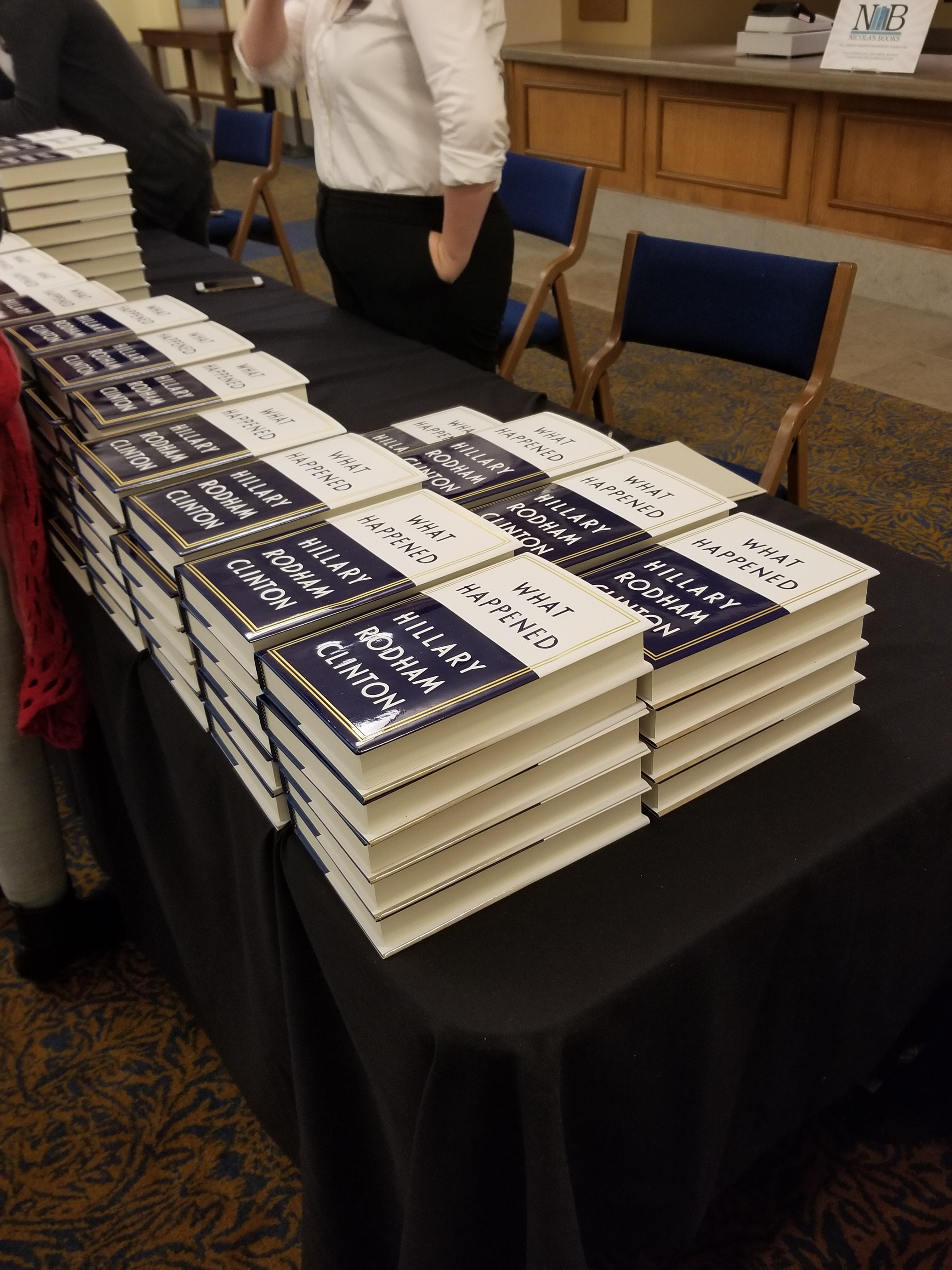
Copias de Lo que pasó durante la presentación de Clinton en el Hill Auditorium, en octubre de 2017.

La edición en tapa dura fue publicada el 12 de septiembre de 2017, pasando a ubicarse inmediatamente en el primer lugar de las listas de libros más vendidos de Barnes & Noble, Amazon, y de USA Today.
Debutó en el número uno en la lista de los más vendidos del New York Times tanto en ventas de libros de no ficción de tapa dura como en libros de no ficción impresos y electrónicos combinados, donde permaneció durante 2 semanas. Cayó en el segundo lugar de ambas listas en su tercera semana. Para principios de noviembre, había pasado seis semanas en las cuatro primeras posiciones de la lista. A comienzos de enero de 2018, el libro había pasado dieciséis semanas en la lista. Cayó a la siguiente semana.
La versión en inglés de Lo que pasó vendió 300,000 copias en su primera semana. Las ventas en la primera semana fueron menores que las de su memoria de 2003, Historia Viva, pero triplicaron las ventas de la primera semana de las memorias anteriores de Clinton, Decisiones Difíciles.
Las ventas de tapa dura de la primera semana para Lo que pasó fueron de 167,000. Este fue el debut de tapa dura más fuerte para un libro de no ficción desde No Easy Day de 2012. Simon & Schuster también anunció que Lo que pasó vendió más libros en formato electrónico en su primera semana que cualquier libro de no ficción desde 2010.
El libro debutó en el número uno de las listas de libros más vendidos "Top 10 general" y "no ficción de tapa dura" del Publishers Weekly. En su tercera semana en las listas, cayó al número tres del "Top 10 en general" y al número dos de las listas de "no ficción de tapa dura" con un total de 311,982 copias de tapa dura vendidas. Al 10 de diciembre de 2017, el libro había vendido 448,947 copias de tapa dura.

### Ventas internacionales
Lo que pasó también tuvo un gran desempeño en su lanzamiento fuera de los Estados Unidos. En el Reino Unido, What Happened debutó en la cima de la lista de los más vendidos del Sunday Times.
En Irlanda, Lo que pasó fue capaz de llegar a lo más alto de la tabla de componentes de Nielsen BookScan para libros de no ficción de tapa dura. En la tabla principal irlandesa Nielsen BookScan, que rastrea las ventas de libros de tapa dura y rústica en todos los géneros, Lo que pasó debutó en el número diez (vendiendo 767 copias). Saltó al número siete en su segunda semana (vendiendo 800 copias). Subió al número cuatro en su tercera semana (vendiendo 1,117 copias). En su cuarta semana cayó al número seis (aunque con ventas constantes, vendiendo 1,116 copias). Salió del top diez en su séptima semana.
En Canadá, Lo que pasó debutó en la cima de la lista de libros más vendidos de no ficción de tapa dura del The Globe and Mail. Se mantuvo en la cima de la lista durante seis semanas consecutivas. En Nueva Zelanda, Lo que pasó debutó en el puesto 8 de la lista "No Ficción Internacional - Adultos" de Nielsen BookScan. En Australia, Lo que pasó se ubicó en la lista de libros más vendidos de Books+Publishing.

## Recepción crítica
Lo que pasó polarizó a los críticos de libros.

El Entertainment Weekly le dio una calificación de "B". La escritora Tina Jordan dijo: 
Creo que la primera mujer candidata a la presidencia, la que ganó el voto popular, tiene todo el derecho a ofrecer su propia opinión sobre las elecciones. Pero tenga en cuenta que muchas, si no todas, las personas que critican a Clinton y a su nueva memoria, Lo que pasó, en realidad no lo han leído. Tenga en cuenta también que pocas -si es que hay alguna- de estas mismas personas criticaron a Bernie Sanders por escribir sus propias memorias de campaña, una que salió pocos días después de las elecciones. No, hay una especie de virulencia especial reservada para Clinton. Y ella lo sabe. De hecho, pasa gran parte de Lo que pasó analizando esa misma interrogante.
Jennifer Senior del The New York Times afirmó:
What Happened no es un libro, sino muchos. Es un recuento honesto y sarcásticamente cómico sobre su estado de ánimo como consecuencia directa de perder contra Donald Trump. Es una autopsia en la que ella es, al mismo tiempo, el médico forense y el cadáver. Es un manifiesto feminista; una gran oportunidad para saldar cuentas. Es una diatriba contra James Comey, Bernie Sanders, y contra los medios, James Comey, Vladimir Putin y James Comey. Es un manual básico de espionaje ruso. Es una paliza contra Trump.
Para el The Washington Post, el escritor David Weigel señaló que Clinton pide "disculpas al lector, que tiene que revivir todo esto. No fue saludable ni productivo", escribe, "insistir en las formas en que sentí que me habían herido". Es una palabra perfecta, 'herido'. La Hillary Clinton de estas amargas memorias... una y otra vez... se culpa a sí misma por perder, se disculpa por su 'tonta' gestión de correo electrónico, por dar discursos pagados a los bancos, por decir que pondría a los mineros del carbón 'fuera del negocio'. Ella vira entre el arrepentimiento y la justicia, a veces en el mismo párrafo".
Una reseña en el Chicago Tribune escrita por Heidi Stevens declaró que los pasajes del libro sobre la participación de Rusia en las elecciones estadounidenses "se leen como una novela de espías". Thomas Frank en The Guardian sostiene que "Desafortunadamente, su nuevo libro es más un esfuerzo por justificarse que por explicar algo... Aun así, ejerciendo un poco de discernimiento, los lectores pueden encontrar pistas sobre el misterio del 2016 aquí y allá entre las nubes de la evasión de culpa y del pensamiento positivo".
Un análisis de Ezra Klein, editor en jefe de Vox, observó un papel diferente para el libro, refiriéndose a la creencia de Clinton de que el progreso se logra mejor trabajando dentro del sistema político: "What Happened se ha vendido como la disculpa de Clinton por su campaña de 2016, y es eso. Pero es más notable por su defensa extendida de un estilo político que se ha vuelto pasado de moda tanto en los partidos Republicano como el el Demócrata".
David L. Ulin del Los Angeles Times escribió en su reseña para el periódico que el libro es una "retrospectiva necesaria, aunque a veces torpe y poco convincente" y que "ella debería haber sido presidenta, y lo sabe; el arrepentimiento y la pérdida son palpables en todo el libro. también el caso de que sigue sin poder contar con lo que sucedió en las elecciones de 2016, buscando explicaciones, por razones, mientras que al mismo tiempo nunca descubre su propia complicidad".

Sarah Jones de The New Republic escribió: 
El verdadero problema de What Happened es que no es el libro que necesitaba ser. Dedica más tiempo a las descripciones de las diversas estrategias de afrontamiento postelectorales de Clinton, que incluyen chardonnay y "respiración nasal alternativa", que a sus decisiones de campaña en el Medio Oeste. Está escrito para sus fanáticos, en otras palabras, y no para aquellos que quieren respuestas reales sobre su campaña y a quienes les preocupa que el Partido Demócrata esté aprendiendo las lecciones equivocadas de la debacle de 2016.
Jeff Greenfield escribió en Politico Magazine que el libro sugiere "que la persona que hemos visto durante el último cuarto de siglo, y la persona que vimos buscar la presidencia dos veces, es la auténtica Hillary. De hecho, a juzgar por su libro, ella puede haber sido la persona más auténtica de la carrera".

## Premios y reconocimientos
La revista Time ubicó a Lo que pasó como #1 en la lista de mejores libros de no ficción del 2017. NPR's Book Concierge incluyó a Lo que pasó en su lista de "2017’s Great Reads". Lo que pasó ganó además el premio Goodreads Choice por Best Memoir & Autobiography.

## Gira promocional

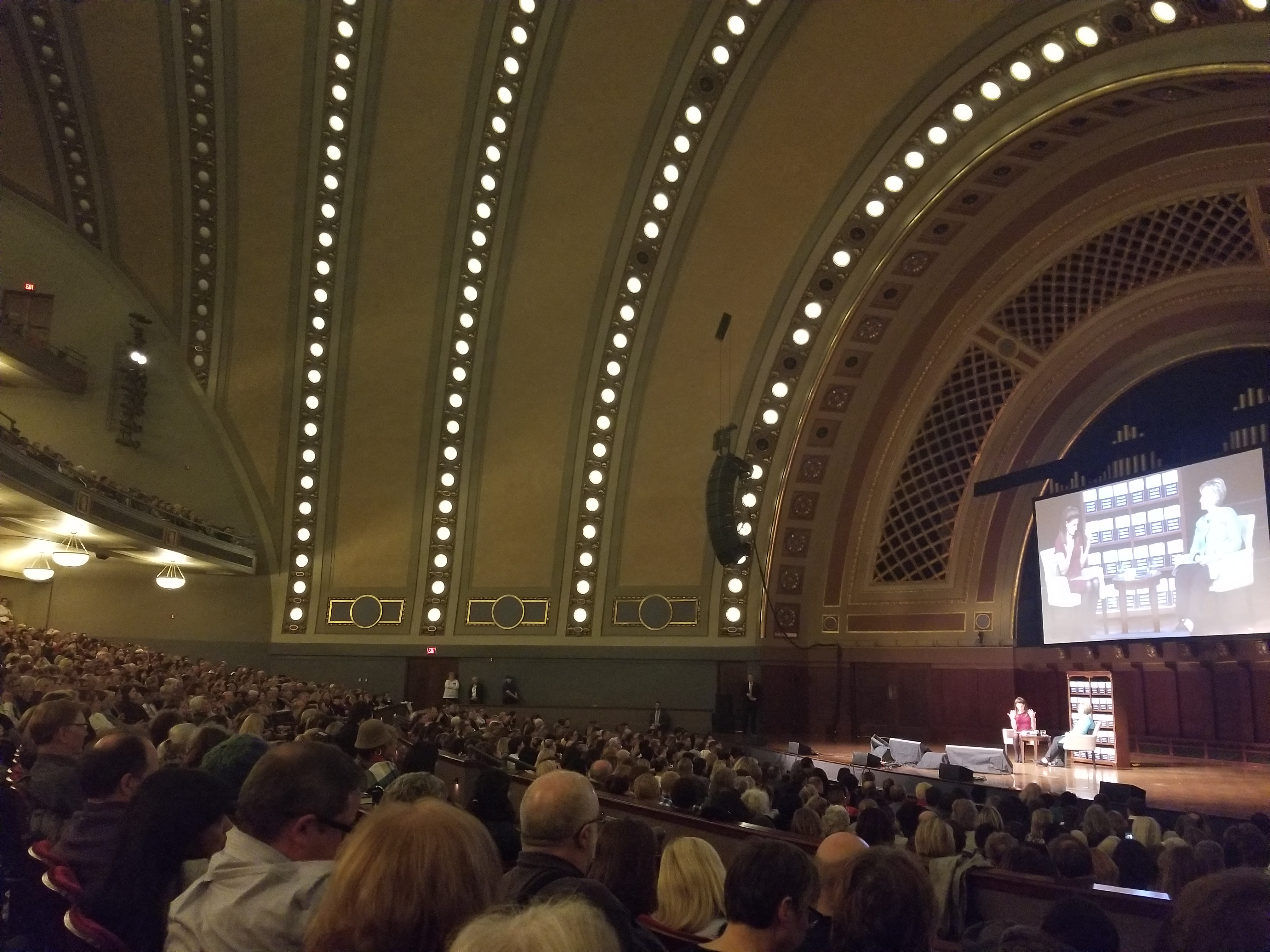
El Hill Auditorium durante una presentación de Hillary Clinton Live

El 28 de agosto de 2017 se anunció que Hillary Clinton comenzaría una gira de libros por América del Norte en septiembre de 2017 para promocionar Lo que pasó, así como el libro ilustrado It Takes a Village (una nueva versión de su libro Es Labor de Todos de 1996).
Clinton programó más de treinta apariciones en ciudades de Estados Unidos y Canadá como parte de una gira oficial de libros que duró hasta diciembre de 2017.
Clinton también viajó al Reino Unido para promocionar el libro. En parte, los eventos en el Reino Unido se consideraron un gran éxito, con entradas agotadas en menos de una hora en algunos lugares.
En mayo de 2018 realizó su gira de libros por Nueva Zelanda y Australia.

### Hillary Clinton: Live
Clinton participó en una serie de presentaciones públicas tituladas Hillary Clinton: Live. En muchas de sus apariciones, Clinton se encontró con un público entusiasta que llenaba lugares de miles de asientos. Los precios iniciales de los boletos de admisión general oscilaron entre $30 y $125.
| Mapa de ciudades visitadas por Hillary Clinton: Live |  |  |  |
|                                                      |  |  |  |

| Fechas del tour Hillary Clinton: Live |                      |                |                                                 |
| Fecha                                 | Ciudad               | País           | Lugar                                           |
| 18 de septiembre de 2017              | Washington D. C.     | Estados Unidos | Teatro Warner (organizado por Politics & Prose) |
| 28 de septiembre                      | Toronto              | Canadá         | Enercare Centre                                 |
| 3 de octubre                          | Fort Lauderdale      | Estados Unidos | Broward Center for the Performing Arts          |
| 9 de octubre                          | Davis                | Estados Unidos | Jackson Hall                                    |
| 23 de octubre                         | Montreal             | Canadá         | Palais des congrès de Montréal                  |
| 24 de octubre                         | Ann Arbor            | Estados Unidos | Hill Auditorium                                 |
| 30 de octubre                         | Chicago              | Estados Unidos | Auditorium Theatre                              |
| 1 de noviembre                        | Ciudad de Nueva York | Estados Unidos | Streicker Center de la Sinagoga Emanu-El        |
| 9 de noviembre                        | Milwaukee            | Estados Unidos | Riverside Theater                               |
| 13 de noviembre                       | Atlanta              | Estados Unidos | Fox Theatre                                     |
| 16 de noviembre                       | Denver               | Estados Unidos | Bellco Theatre                                  |
| 28 de noviembre                       | Boston               | Estados Unidos | Boston Opera House                              |
| 30 de noviembre                       | Filadelfia           | Estados Unidos | Kimmel Center                                   |
| 11 de diciembre                       | Seattle              | Estados Unidos | Paramount Theatre                               |
| 12 de diciembre                       | Portland             | Estados Unidos | Arlene Schnitzer Concert Hall                   |
| 13 de diciembre                       | Vancouver            | Canadá         | Vancouver Convention Centre                     |

### Firmas de libro
Además de los eventos Hillary Clinton: Live, Clinton también realizó firmas de libros en lugares por todo Estados Unidos como parte de su gira promocional.
Las entradas para eventos particulares de firmas se agotaron poco después de salir a la venta. Por ejemplo, las entradas para la firma de Clinton en la librería Vroman's Bookstore en Pasadena se agotaron en noventa minutos. El presidente de la librería de Vroman informó que era lo más rápido que la tienda había agotado entradas para un evento.
En los Estados Unidos, algunas de las paradas de la gira promocional se ubicaron relativamente cerca de Chappaqua, Nueva York, donde Clinton mantiene su residencia personal. También realizó firmas de libros en California o Colorado.
| Mapa de ciudades visitadas para las firmas de libros |  |  |  |
|                                                      |  |  |  |

| Firmas de libros |                             |                              |                                                                                       |
| Fecha            | Ciudad                      | Local                        | Notas                                                                                 |
| 12 de septiembre | Ciudad de Nueva York        | Barnes & Noble (Plaza Unión) | Evento inaugural de la gira de libro; tuvo lugar en la fecha de publicación del libro |
| 16 de septiembre | Brookfield, Connecticut     | Costco                       |                                                                                       |
| 23 de septiembre | Chappaqua, Nueva York       | Chappaqua Biblioteca         |                                                                                       |
| 26 de septiembre | Montclair, New Jersey       | Watchung Libreros            |                                                                                       |
| 27 de septiembre | Ciudad de Nueva York        | Greenlight Librería          | En Brooklyn                                                                           |
| 28 de septiembre | #Búfalo                     | Plaza Larking                | Organizado por el Ciclo de Autores Larking Square con la librería Talking Leaves      |
| 6 de octubre     | San Francisco               | Inc. de libros (Ópera Plaza) |                                                                                       |
| 21 de octubre    | Middletown, Connecticut     | Wesleyan RJ Julia Bookstore  |                                                                                       |
| 30 de octubre    | Winnetka, Illinois          | Parada de libro              |                                                                                       |
| 3 de noviembre   | Iglesia de caídas, Virginia | Barnes & Noble               |                                                                                       |
| 17 de noviembre  | Austin                      | BookPeople                   |                                                                                       |
| 18 de noviembre  | Poco Rock, Arkansas         | Butler Center Gallery        | Organizado por Books-A-MilIion                                                        |
| 29 de noviembre  | Ciudad de Nueva York        | Strand Books                 | Firma conjunta de libros con Chelsea Clinton para promover sus libros para niños      |
| 1 de diciembre   | Pasadena                    | Vroman's Bookstore           |                                                                                       |
| 5 de diciembre   | Concordia, Nuevo Hampshire  | Gibson's Bookstore           |                                                                                       |
| 7 de diciembre   | Rhinebeck, Nueva York       | Oblong Books & Music         |                                                                                       |
| 11 de diciembre  | Denver                      | Tattered Cover (Colfax)      |                                                                                       |
| 12 de diciembre  | Seattle                     | Elliott Bay Books            |                                                                                       |